# 武善
武善（1584年—1644年），又作吴善或乌善，伊尔根觉罗氏，满洲镶红旗人，历任十六大臣、工部右参政等职。

## 生平
武善为满文创制者、扎尔固齐噶盖长子，其父因卷入孟格布禄谋刺案被诛。武善时年十六，努尔哈赤念噶盖旧日功劳，授其佐领之职。天命九年（1624年），明朝将领毛文龙派兵由朝鲜义州城西渡过鸭绿江入海岛屯耕。努尔哈赤命令武善同副都统冷格里率领一千兵袭击，途中获间谍，得知毛文龙部白天渡江入岛收粮，晚间收兵渡江回义州江岸过夜。武善趁夜于偏僻处隐蔽行军。至平明，武善料定明兵已经渡江，命令骑兵急袭，明侦查兵还没来得及举火发炮，后金军已渡过镇江支流，迅速攻入岛内。明军大惊，尽皆溃走，武善等登陆后逐杀，获五百余首级，其余则落水而死，后金军尽焚岛中之粮后班师。毛文龙后派兵三百上岸报复，被武善、冷格里等击退，斩裨将三人，夺回被毛文龙部掠走的物资。
皇太极继位后，武善位列十六大臣，佐镶红旗。天聪八年（1634年），皇太极派遣诸将伐明，武善与阿山为后队，按照皇太极指示，设埋伏击败明兵，授三等轻车都尉。崇德元年（1636年），清太宗皇太极命马福塔送人参至义州偿还交易货物，途中获得明朝哨兵，得知有游击四员、兵两千余人攻入鹾场，皇太极命武善等统兵攻击，大破明兵。三年（1638年）正月，喀尔喀扎萨克图攻归化城，皇太极亲自统兵抵御，武善与吴巴海等随同。吴巴海部下偷盗军粮，武善知情不报，被夺世职。八月，授工部右参政。时蒙古、瓦尔喀诸部皆附，使至，每次都以武善主持典礼。顺治元年（1644年），武善病卒。
武善的三弟布善因战功封一等轻车都尉；武善之孙瓦尔达官至西安副都统。

### 引注
1. 1 2 3 4  鄂尔泰等 1985，第3732頁
2. ↑  紀昀 & 永瑢 等 2008，第109（景印667）頁
3. 1 2 3 4 5 6 7 8  赵尔巽等 1998，第9255頁
4. ↑  弘昼 2002，第193頁